# Acer commutatum
Acer commutatum é uma espécie de árvore do gênero Acer, pertencente à família Aceraceae.